# Cyrtodactylus bintangrendah
Cyrtodactylus bintangrendah là một loài thằn lằn trong họ Gekkonidae. Loài này được Grismer, Wood Jr, Quah, Anuar, Muin, Sumontha, Ahmad, Bauer, Wangkulangkul, Grismer9 & Pauwels mô tả khoa học đầu tiên năm 2012. Chúng là loài đặc hữu của Penang (Malaysia).